# Willi Brandner

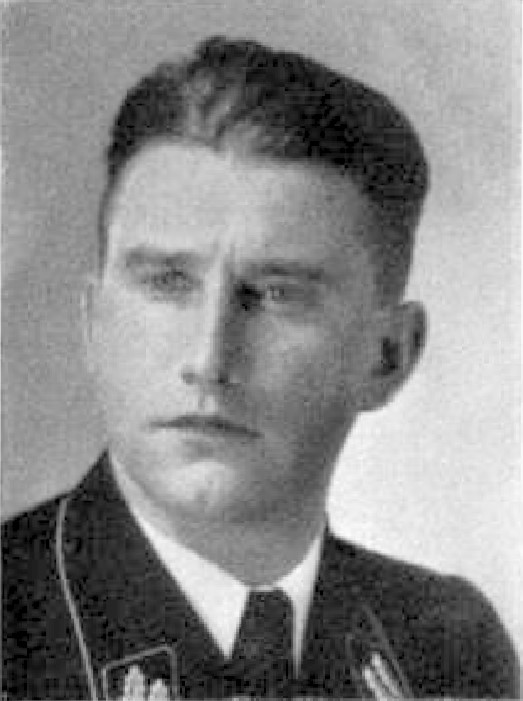
Willi Brandner (1938)

Willi Brandner (* 12. August 1909 in Schönbach bei Eger; † 29. Dezember 1944 in Oroslavje) war ein SS-Brigadeführer und Generalmajor der Polizei, Politiker sowie Polizeigebietsführer deutschböhmischer Herkunft.

## Leben
Brandner absolvierte nach dem Abschluss seiner Schullaufbahn eine Ausbildung zum Geigenbauer. Nach dem Abschluss dieser Ausbildung legte er in diesem Beruf die Gesellenprüfung und schließlich die Meisterprüfung ab. Von Oktober 1931 bis Januar 1933 diente er in der tschechoslowakischen Armee. Durch Konrad Henlein wurde Brandner zum Turnlehrer ausgebildet und leitete von 1933 bis 1938 die sudetendeutsche Turnschule in Asch. Er wurde zudem Mannschaftsführer der völkischen Turnbewegung der Sudetendeutschen und 1938 Gauführer Sudetenland im Nationalsozialistischen Reichsbund für Leibesübungen (NSRL). Nach Konflikten mit der immer stärker leistungssportlich orientierten SS-Führung gab er das Amt auf, um sich freiwillig zum Kriegsdienst zu melden. Bis September 1938 war Brandner Befehlshaber einer freiwilligen sudetendeutschen Miliz, des Freiwilligen deutschen Schutzdienstes der Sudetendeutschen Partei (SdP). Von Mitte September 1938 bis zur Umsetzung des Münchener Abkommens Anfang Oktober 1938 gehörte er der in Bayreuth ansässigen Gruppe Bayrische Ostmark des Sudetendeutschen Freikorps an. Das überwiegend aus geflüchteten Sudetendeutschen gebildete Freikorps wurde von der SA betreut und provozierte im Grenzgebiet Zwischenfälle: Tschechische Zollstationen, Patrouillen und militärische Einrichtungen wurden überfallen; etwa 150 Menschen wurden getötet.
Brandner wurde nach der Ergänzungswahl am 4. Dezember 1938 Mitglied des Reichstages für die sudetendeutschen Gebiete. Zum 1. November 1938 trat er in die NSDAP ein (Mitgliedsnummer 6.644.578) und in dieser Zeit auch in die SS (SS-Nummer 310.310). Von Herbst 1938 bis Januar 1941 war er Führer des SS-Abschnitts XXXVII Reichenberg, führte danach den SS-Abschnitt II (Chemnitz) bis April 1942 und war anschließend Angehöriger des Stabes im Oberabschnitt „Elbe“ bis Juli 1943.
Ab August 1940 war Brandner Angehöriger der Waffen-SS, zunächst als Bataillonsadjutant bei der SS-Totenkopfdivision bis Ende Januar 1941, dann als Reserveoffizier bei der Leibstandarte SS Adolf Hitler bis November 1941 und schließlich beim in Prag stationierten Ersatz-Bataillon „Deutschland“ bis Anfang Oktober 1942. Brandner wurde in seiner Zeit bei der Waffen-SS schwer verwundet; er war in Griechenland sowie beim Krieg gegen die Sowjetunion zum Einsatz gekommen.
Ab Oktober 1942 war Brandner zur Ausbildung beim Höheren SS- und Polizeiführer (HSSPF) „Rußland-Süd“ Hans-Adolf Prützmann eingesetzt. Im Februar 1943 wurde er aus gesundheitlichen Gründen für vier Monate beurlaubt. Von Juli 1943 bis zum Dezember 1944 war er Polizeigebietsführer in Agram und zeitgleich in Personalunion Stellvertreter des HSSPF Kroatien Konstantin Kammerhofer. Am 28. Dezember 1944 wurde Brandner bei einem Partisanenüberfall während einer Inspektionsfahrt in Oroslavje nahe Agram durch einen Kopfschuss schwer verwundet und starb am folgenden Tag.

## Auszeichnungen
| Brandners SS- und Polizeiränge | Brandners SS- und Polizeiränge                |
| Datum                          | Rang                                          |
| ------------------------------ | --------------------------------------------- |
| Oktober 1938                   | SS-Oberführer                                 |
| August 1940                    | SS-Untersturmführer der Reserve (Waffen-SS)   |
| November 1941                  | SS-Obersturmführer der Reserve (Waffen-SS)    |
| Oktober 1942                   | Oberst der Polizei                            |
| Juli 1943                      | SS-Brigadeführer und Generalmajor der Polizei |

- Deutsches Olympia-Ehrenzeichen 2. Stufe
- Eisernes Kreuz (1939) II. Klasse im Jahr 1942
- Eisernes Kreuz (1939) I. Klasse im Jahr 1944
- Kriegsverdienstkreuz (1939) II. Klasse mit Schwertern im Jahr 1944
- Goldenes Parteiabzeichen der NSDAP
- Dienstauszeichnung der NSDAP
- Verwundetenabzeichen (1939) in Schwarz im Jahr 1944
- Ehrendegen des Reichsführers SS
- Totenkopfring der SS